# 歐陽瓊
歐陽瓊（1463年—？），字汝玉，江西廣信府鉛山縣人，民籍，明朝政治人物。

## 生平
弘治五年（1492年）壬子科江西鄉試第三十二名舉人。弘治九年（1496年）中式丙辰科會試第二百一十三名，三甲第二十三名進士。十四年任廣東南海县知县。

## 家族
曾祖歐陽仁；祖父歐陽谷應；父歐陽章，母吳氏。永感下。兄瑄、琛、珙。